# 王训明
王训明（？年—），安徽安庆人，中国科学院研究员，中国科学院大学岗位教授。

## 生平
1993年毕业于安徽师范大学地理系，1996年于中国科学院沙漠研究所获硕士学位，2001年获中国科学院寒区旱区环境与工程研究所博士学位。2003年被聘为研究员。现任中国科学院地理科学与资源研究所研究员，中国科学院陆地水循环及地表过程重点实验室副主任。

## 学术贡献
主要从事中国北方资源与环境及地表过程研究。主持国家杰出青年科学基金、国家重点研发计划专题、国家自然科学基金面上基金等科研项目多个，发表论文50余篇。

## 社会兼职
中国地理学会沙漠分会理事，《中国沙漠》编委、《地理科学进展》编委、《Sciences in Cold and Arid Regions》常务编委。

## 著作
- 《中国干旱半干旱区灌丛沙丘的形成演化及其对环境变化的响应》（2017年，科学出版社）
- 《中国荒漠生态系统类型分布图》（2022年，地图出版社）